# Caherconlish
Caherconlish (Cathair Chinn Lis  em irlandês) é uma pequena cidade no condado de Limerick na República da Irlanda.